# Cryphia galathea
Cryphia galathea là một loài bướm đêm trong họ Noctuidae.